# 西赵观音堂
西赵观音堂是一座古建筑，建于清代，位于山西省晋中市平遥县东泉镇西赵村。
1982年10月10日，西赵观音堂公布为平遥县文物保护单位。2021年8月4日，西赵观音堂公布为第六批山西省文物保护单位。